# Austroplebeia cincta
Austroplebeia cincta är en biart som först beskrevs av Alexander Mocsáry 1898.
Austroplebeia cincta ingår i släktet Austroplebeia och familjen långtungebin. Inga underarter finns listade i Catalogue of Life.